# Una messa per Dracula
Una messa per Dracula (Taste the Blood of Dracula) è un film del 1970, diretto da Peter Sasdy.
È una pellicola dell'orrore prodotta dalla Hammer e liberamente ispirata al personaggio di Dracula, senza però ricalcare il romanzo omonimo di Bram Stoker, ma piuttosto ponendosi come una delle possibili prosecuzioni della celebre storia. È uno dei numerosi film interpretati da Christopher Lee nel ruolo del conte Dracula.

## Trama
Due anni dopo l'uccisione del Conte Dracula, la storia narra la sua resurrezione. Tre nobili in cerca di emozioni vengono avvicinati dal giovane Lord Courtley il quale propone loro di utilizzare il sangue del defunto Dracula raccolto sul suo luogo di morte. Durante il rituale i tre uomini si tirano indietro lasciando che sia solo il loro cerimoniere Lord Courtley, in realtà servo di Dracula, a completare il rito. Spaventati i tre nobili colpiscono Lord Courtley provocandone la morte. La vendetta di Dracula (risvegliato dal rito) coinvolge i tre uomini e i loro figli. Sarà uno di loro ad opporsi e porre fine a Dracula.

## Distrobuzione
Il film fu distribuito nelle sale con biglietto unico in accoppiata con un'altra produzione della Hammer, Crescendo... con terrore (Crescendo).